# Журавя (Куявсько-Поморське воєводство)
Журавя (пол. Żurawia) — село в Польщі, у гміні Кциня Накельського повіту Куявсько-Поморського воєводства.
Населення — 349 осіб (2011).

## Демографія
Демографічна структура станом на 31 березня 2011 року:
|          | Загалом | Допрацездатний вік | Працездатний вік | Постпрацездатний вік |
| -------- | ------- | ------------------ | ---------------- | -------------------- |
| Чоловіки | 178     | 41                 | 120              | 17                   |
| Жінки    | 171     | 42                 | 97               | 32                   |
| Разом    | 349     | 83                 | 217              | 49                   |